# 島田啓三

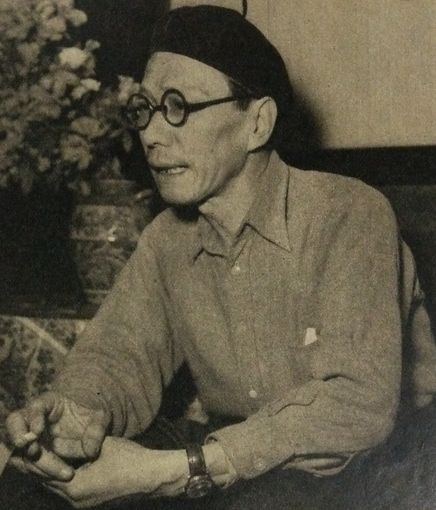
1953年

島田 啓三（しまだ けいぞう、本名・島田 啓蔵、1900年（明治33年）5月3日 - 1973年（昭和48年）2月11日）は、日本の漫画家。東京都出身。東京児童漫画会会長を務める。

## 来歴
川端画学校卒業後、北澤楽天に師事し政治漫画を描いていたが、1931年に東京朝日新聞に連載した『コロコロボール』から児童漫画を執筆するようになる。1933年、「少年倶楽部」（大日本雄弁会講談社）誌上で『冒険ダン吉』を連載、田河水泡の『のらくろ』と並ぶ人気を得た。1950年、東京児童漫画会を設立し自ら会長に就任。1973年死去。

## 人物
- 弟子につのだじろうがいる。高校生だったつのだは島田が所属している草野球チームの試合に押しかけ、強引に弟子にしてもらったという。島田に「4コマこそが漫画の基礎である」との指導を受け、4コマ漫画をひたすら描く練習をした。
- 手塚治虫の回想によると、手塚が島田のもとを訪れて自作の『新宝島』を見せ評価を求めたところ、「こりゃ、漫画の邪道だよ。こんな漫画がはやるようになれば大変なことになる」と評したという。
- 島田の次女は漫画家の太田じろうと結婚した。

## 作品
- 『冒険ダン吉』
- 『ネコ七先生』（東京日日新聞連載）
- 『半ちゃん捕物帖』（東京日日新聞連載）
- 『だんご仙人』（「漫画少年」連載）
- 『あっぱれ日吉丸』（太平洋文庫）
- 『おた子さん』（東京日日新聞連載）